# Gestrichelte Buckelschnecke
Die Gestrichelte Buckelschnecke (Phorcus lineatus) ist eine meeresbewohnende Schnecke aus der Familie der Kreiselschnecken (Trochidae) und der Unterfamilie der Cantharidinae (Gray, 1857).

## Aussehen
Die Gestrichelte Buckelschnecke hat ein kräftiges, kegelförmiges Gehäuse, das bis zu sechs ein wenig gewölbte Rundungen hat. Die Außenseite ist dunkelgrau mit tiefer violetter Musterung, der Nabel ist fast vollkommen verdeckt. Die Schnecke hat an der Innenlippe der Mündung einen stumpfen Vorsprung, der Zahn genannt wird. Die Innenseite der drei Zentimeter hohen Schnecke irisiert perlmuttrig.

## Lebensweise
Diese Buckelschnecke ist auf den ersten Blick mit der Strandschnecke (Littorina littorea) zu verwechseln. Sie ernährt sich von Kieselalgen, welche sie mit ihrer Radula vom Boden abweidet.
Die Gestrichelte Buckelschnecke ist kein guter Kletterer, deshalb bevorzugt sie flach abfallende Küsten und meidet schroffe Felsen.

## Heimat
Diese Schnecke lebt im Atlantik und im Ärmelkanal, seltener findet man sie auch in der Nordsee. In der mittleren und unteren Gezeitenzone lebt sie auf geschützten Hartböden.

## Verwandte Arten
Innerhalb der Gattung Phorcus (Risso, 1826) zählt die gestrichelte Buckelschnecke zu 17 Arten. Zu ihren nächsten Verwandten zählt die Würfelturbanschnecke.
Die vom World Register of Marine Species akzeptierten Spezies waren (2022) folgende:
- Phorcus articulatus (Lamarck, 1822)
- Phorcus atratus (W. Wood, 1828)
- Phorcus lineatus (da Costa, 1778)
- Phorcus mariae (Templado & Rolán, 2012)
- Phorcus mutabilis (Philippi, 1851)
- Phorcus punctulatus (Lamarck, 1822)
- Phorcus richardi (Payraudeau, 1826)
- Phorcus sauciatus (F. C. L. Koch, 1845)
- Würfelturbanschnecke Phorcus turbinatus (Born, 1778)